# Erkel (film)
Erkel (titlul original: în maghiară Erkel) este un film dramatic biografic maghiar, realizat în 1952 de regizorul Márton Keleti, protagoniști fiind actorii Sándor Pécsi, Éva Szörényi, Margit Makay, Iván Darvas. 

## Distribuție
- Sándor Pécsi – Erkel Ferenc
- Éva Szörényi – Adél, soția sa
- Miklós Gábor – Béni Egressy
- Andor Ajtay – András Bartai
- György Solthy – Adler
- Margit Makay – doamna Adler
- Iván Darvas – Liszt Ferenc
- Jenõ Horváth – Petõfi Sándor
- Tamás Major – Kölcsey Ferenc
- Gábor Rajnay – Rózsahegyi Márk
- János Zách – Brand-Mosonyi Mihály
- Sándor Szabó – Petrichevich Horváth Lázár
- Zoltán Várkonyi – Turányi, directorul
- Lajos Mányai – Báró Orczy, intendentul
- Tivadar Uray – Albrecht, ducele
- József Bihari – țăranul vârstnic
- Gyula Tapolczay – aristocratul
- László Kemény – ducele în vârstă
- Mária Gyurkovics –
- Imre Sinkovits –
- Gusztáv Vándory –
- Éva Örkényi –
- István Szatmári –